# Sun Čeng-cchaj
Sun Čeng-cchaj (čínsky pchin-jinem Sūn Zhèngcái, znaky zjednodušené 孙政才, tradiční 孫政才; * 25. září 1963 ve Wen-tengu v provincii Šan-tung) je politik v Čínské lidové republice, od roku 2009 tajemník Komunistické strany Číny v Ťi-linu a od listopadu 2012 do července 2017 tajemník téže strany v Čchung-čchingu.
Členem Komunistické strany Číny je Sun Čeng-cchaj od července 1988 a dříve pracoval jako vědecký pracovník v zemědělství v oblasti Pekingu, kde také zastával menší politické funkce. V únoru 2002 se stal tajemníkem v pekingském obvodě Šun-i. V prosinci 2006 se stal ministrem zemědělství Čínské lidové republiky jako nástupce Tu Čching-lina. Ve funkci zůstal do roku 2009, kdy ho nahradil Chan Čchang-fu a Sun Čeng-cchaj se stal tajemníkem strany v Ťi-linu. V listopadu 2012 nahradil ve funkci tajemníka strany v Čchung-čchingu Čanga Te-ťianga, který zde působil jen krátce, od března 2012, kdy nahradil kvůli aféře odvolaného Po Si-laje.